# یواس‌اس لیدونیا (اس‌پی-۷۰۰)
یواس‌اس لیدونیا (اس‌پی-۷۰۰) (به انگلیسی: USS Lydonia (SP-700)) یک کشتی بود که طول آن 181' بود. این کشتی در سال ۱۹۱۲ ساخته شد.